# Răzvan
Răzvan ist ein rumänischer männlicher Vorname ungeklärter Herkunft und Bedeutung.

## Namensträger
- Răzvan Cociș (* 1983), rumänischer Fußballspieler
- Răzvan Florea (* 1980), rumänischer Schwimmer
- Răzvan Gârniță (* 1987), rumänischer Biathlet
- Răzvan Lucescu (* 1969), rumänischer Fußballspieler und -trainer
- Răzvan Ochiroșii (* 1989), rumänischer Fußballspieler
- Răzvan Pădurețu (* 1981), rumänischer Fußballspieler
- Răzvan Mihai Pop (* 1985), rumänischer Handballspieler
- Răzvan Raț (* 1981), rumänischer Fußballspieler
- Răzvan Stanca (* 1980), rumänischer Fußballspieler
- Mihai Răzvan Ungureanu (* 1968), rumänischer Politiker